# Distúrbios em Cano em 1980
Os distúrbios em Kano de 1980 foi uma revolta em Cano, Nigéria, liderada por Maitatsine e seus seguidores e o primeiro grande conflito religioso em Cano pós-colonial.
Mais de 4.177 civis, 100 policiais e cerca de 35 militares foram mortos, incluindo o próprio Maitatsine, e geralmente é considerado como o marco do início da insurgência de Yan Tatsine. Devido a isso, houve uma impressão generalizada de que a segurança e a economia da Nigéria estavam ameaçadas pelos estrangeiros ilegais e esta crença foi alimentada pelo fato de que outros cidadãos da África Ocidental haviam ajudado nos assaltos à mão armada. Este motim afetaria a Nigéria por causa da tensão entre Maitatsine e os muçulmanos do norte da Nigéria com Maitatsine afirmando que ele era o profeta Maomé. Os imigrantes ilegais do Níger, Chade, Camarões, Mali e Burkina Faso, juntamente com mais de 6.000 fanáticos muçulmanos nigerianos mataram mais de uma centena de policiais, além de ferirem outros 100 policiais. O exército foi chamado e aliviou a situação antes que os fanáticos pudessem se espalhar pelo país. No entanto, fontes oficiais afirmam que os estrangeiros ilegais não causaram problemas.